# Джуринский водопад
Джуринский водопад (Червоноградский) — водопад на реке Джурин в Залещицком районе Тернопольской области Украины. Высота водопада — 16 метров. Джуринский водопад является наибольшим равнинным водопадом Украины.
Расположен между сёлами Нырков и Устечко вблизи развалин исчезнувшего города Червонограда.
Возле водопада находятся развалины существовавшей в прошлом водяной мельницы.

## Галерея

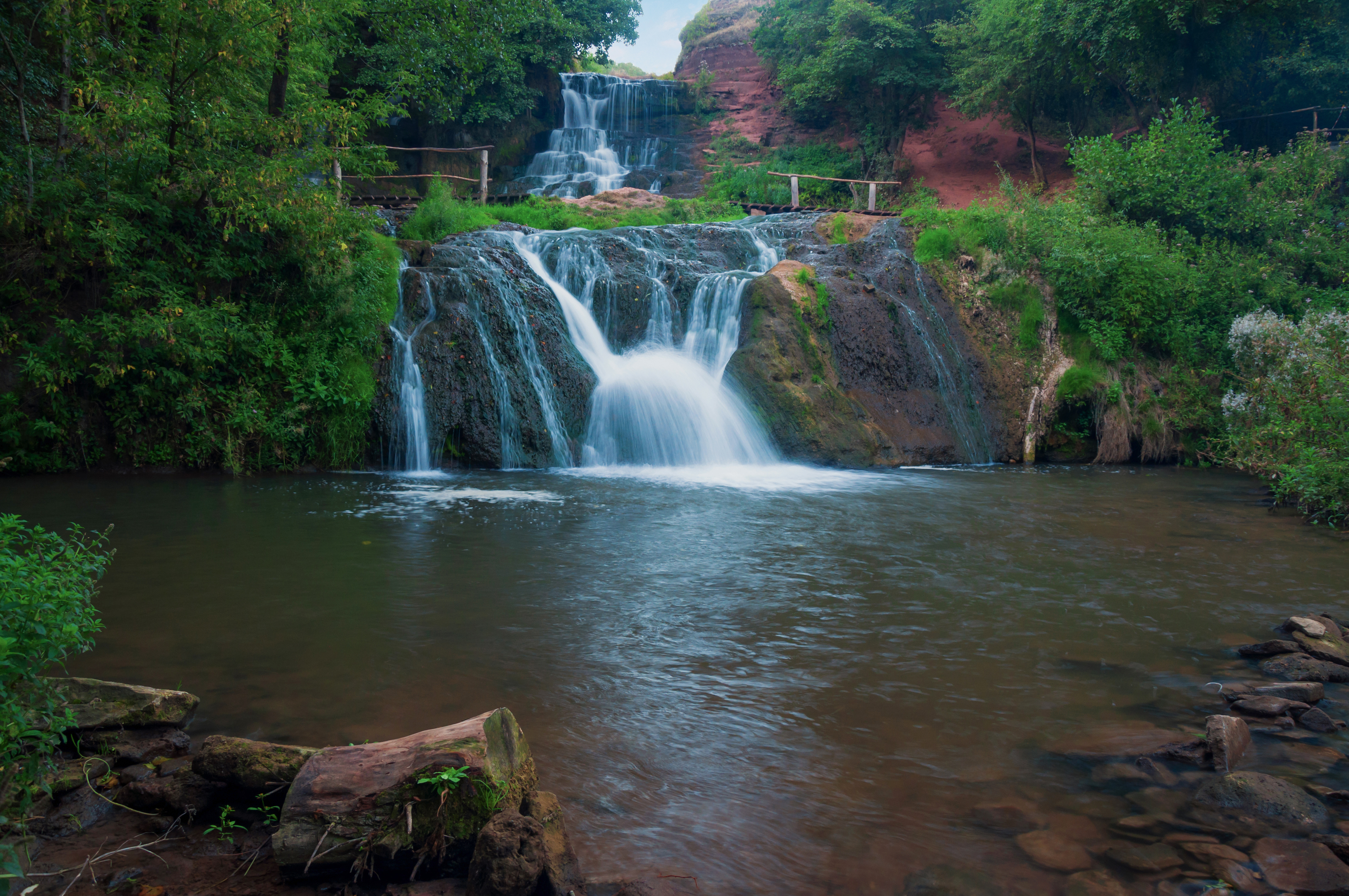
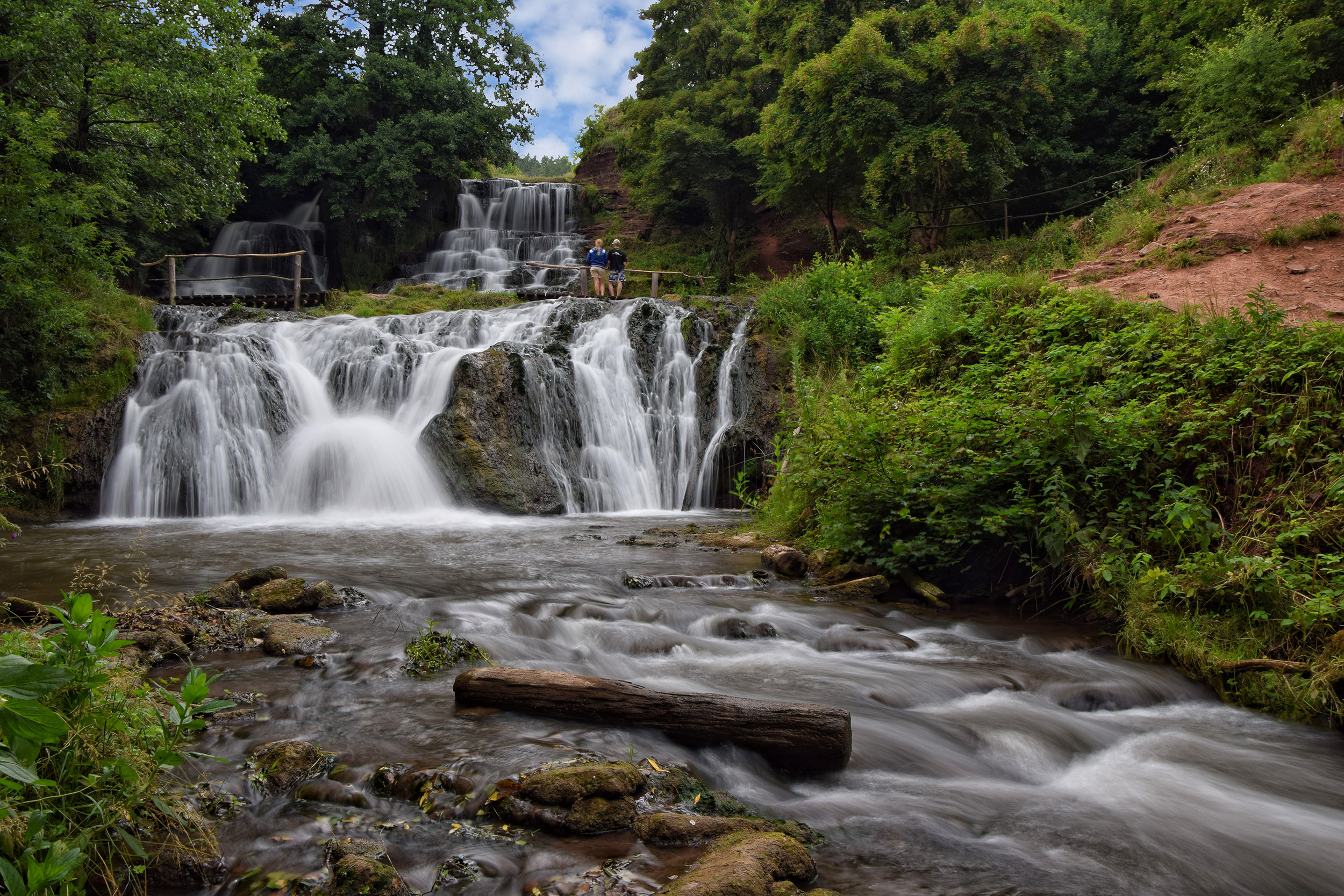
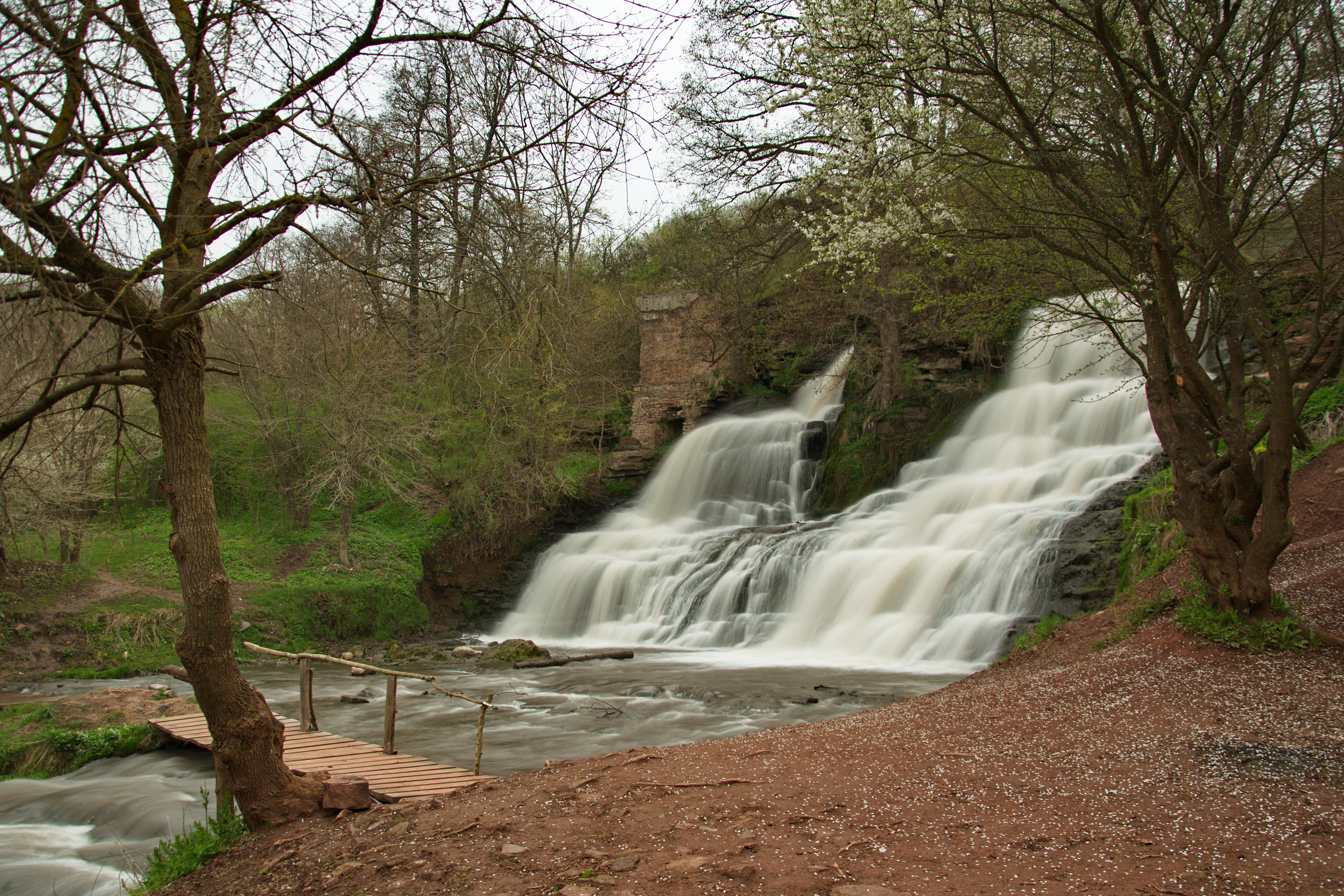